# Barrio de Cabañales

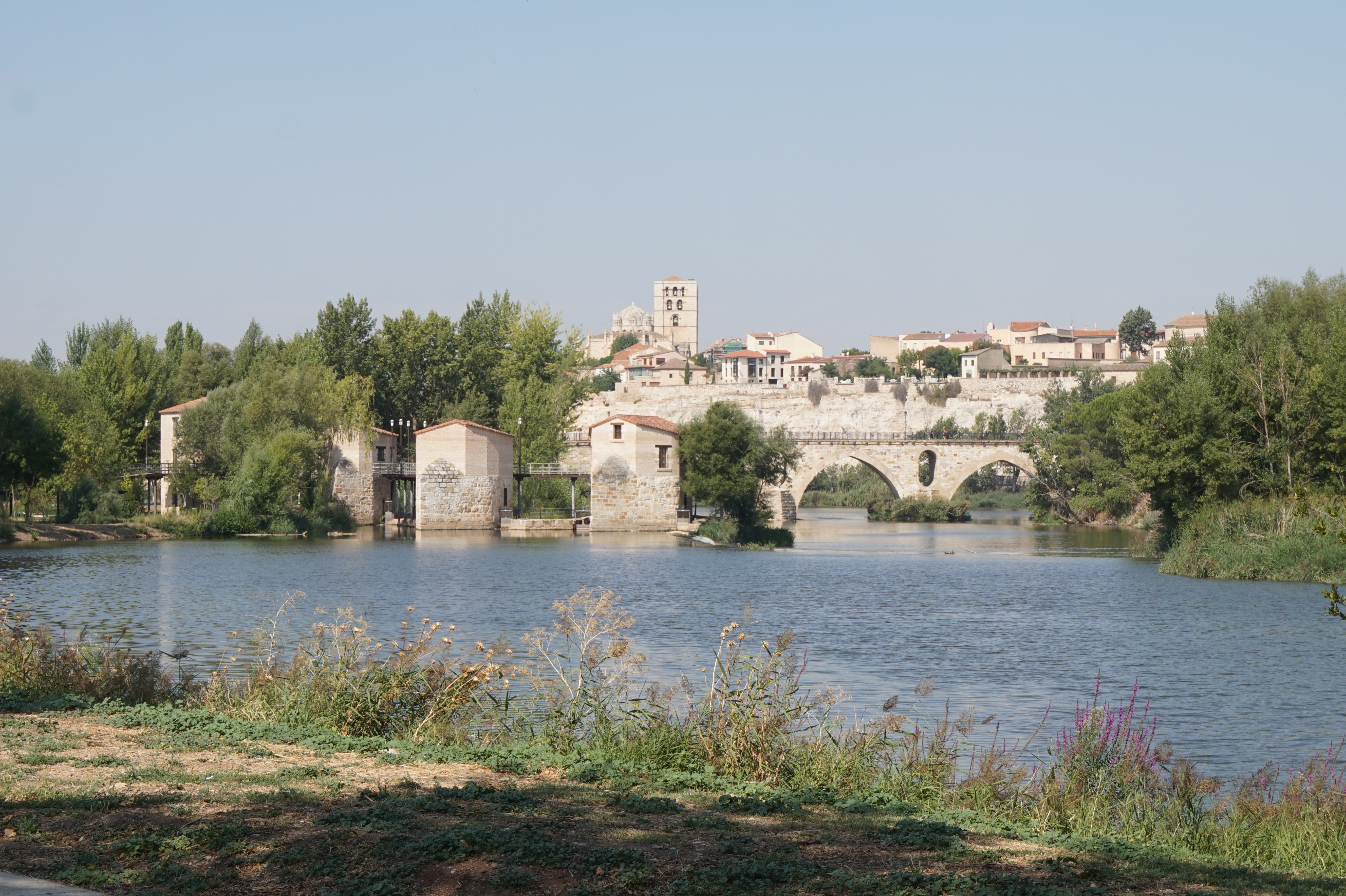
Vista de las aceñas de cabañales desde el margen izquierdo del río.

Barrio de Cabañales (denominado también como arrabal de Cabañales) es un barrio zamorano ubicado en el margen izquierdo del río Duero. Al pasar el puente de piedra comienza el barrio, estando limitado en la misma orilla por el de Barrio de San Frontis. Entre los intereses que posee el barrio se encuentran las aceñas de Cabañales y el Convento de las Dueñas en Zamora. 

## Historia
La llegada de poblaciones a lo largo del siglo X a la ciudad, hizo que los arrabales de Zamora fueran creciendo de tamaño. Muchos de los barrios fueron desarrollando actividades artesanales diversas. Es posible que este inicio se realizada en la Puebla del Valle. Distribuyendo su actividad a otras áreas de la ciudad. De esta forma ya se conoce la existencia del arrabal de Olivares en el siglo XXI. De la población en el barrio del Cabañal (como arrabal extra pontem) se conoce noticia en el siglo XIII. Anteriormente fue dedicado a guardar rebaños de ovino, estando vinculado posiblemente a la Cañada Real Leonesa. Las crecidas del río Duero afectaron al barrio y de esta forma se tiene que el 18 de febrero de 1845 una riada del río anegó el Arrabal de Cabañales.